# メトロポリス (イリノイ州)
メトロポリス（Metropolis）は、アメリカ合衆国イリノイ州南部の都市。マサック郡の郡庁所在地である。人口は5,969人（2020年）。オハイオ川に面している。
メトロポリスは「スーパーマンの故郷」として知られる。町の裁判所の前には大きなスーパーマン像が立ち、ダウンタウンにはスーパーマン博物館が立地し、スーパーマン祭りが開かれる。また、メトロポリスの地元新聞社はスーパーマンに出てくる架空の新聞社にちなんだ社名を使用している。
しかし町には映画館がないため、「スーパーマンの故郷」の住民は、映画の中のスーパーマンを観るためには対岸のパデュカー（Paducah）など、他の規模の大きい町へ出かけなければならない。

## 歴史

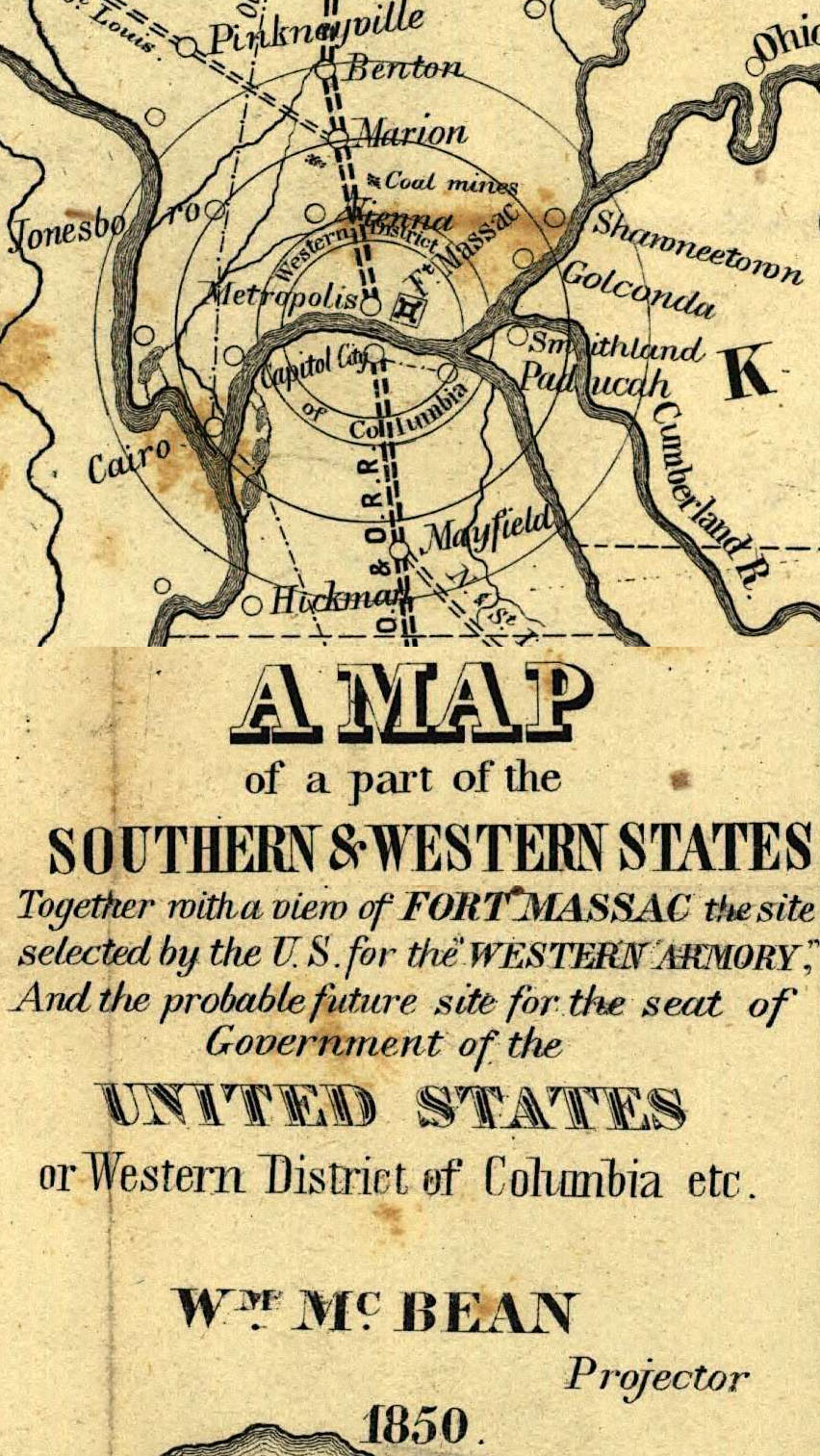
「西コロンビア特別区」計画を記した1850年の地図

1850年代、アメリカ合衆国の首都をワシントンD.C.から西に移す計画が持ち上がり、その「西ワシントン特別区」となるべく、イリノイ州南部、オハイオ川のほとりのこの地に「メトロポリス」という名の都市が建設された。オハイオ川の対岸、ケンタッキー州側にはキャピトルシティ（Capitol City）という名の都市が建設されるはずであった。しかしこの遷都計画は実現せず、しばらくはメトロポリスは歴史の中で忘れ去られてしまうことになった。
しかし1972年1月21日、DCコミックス社が同社の漫画「スーパーマン」に登場する架空の都市「メトロポリス」（ポストモダンの消点と言えるフリッツ・ラングの映画『メトロポリス』に由来しそのモデルはニューヨークであるとされている）にちなんで、このメトロポリスを「スーパーマンの故郷」であると宣言した。これを受けて、イリノイ州議会も同年6月9日に、このメトロポリスを「スーパーマンの故郷」と宣言する法案を可決させた。これ以降、メトロポリスは「スーパーマンの故郷」として、「地元出身」のヒーローをあらゆる形で歓迎した。町の裁判所の前には大きなスーパーマン像が立っている。ダウンタウンのメイン・ストリートには小さなスーパーマン博物館が立地している。毎年6月にはスーパーマン祭りが開かれる。また、スーパーマンに出てくる新聞社、デイリー・プラネット社（Daily Planet）にちなんで、メトロポリスの地元新聞社はメトロポリス・プラネットという社名で新聞を刊行している。

## 地理

マサック郡内の位置

メトロポリスは北緯37度9分12秒 西経88度43分31秒 / 北緯37.15333度 西経88.72528度（37.153332, -88.725374）に位置している。市中心部のすぐ南をオハイオ川が流れている。市の東にはシカゴ・セントルイス方面とナッシュビル・チャタヌーガ方面とを結ぶ州間高速道路24号線が南北に走っている。
アメリカ合衆国統計局によると、メトロポリス市は総面積13.1km²（5.1mi²）である。このうち13.0km²（5.0mi²）が陸地で0.2km²（0.1mi²）が水域である。総面積の1.18%が水域となっている。

## 人口動勢

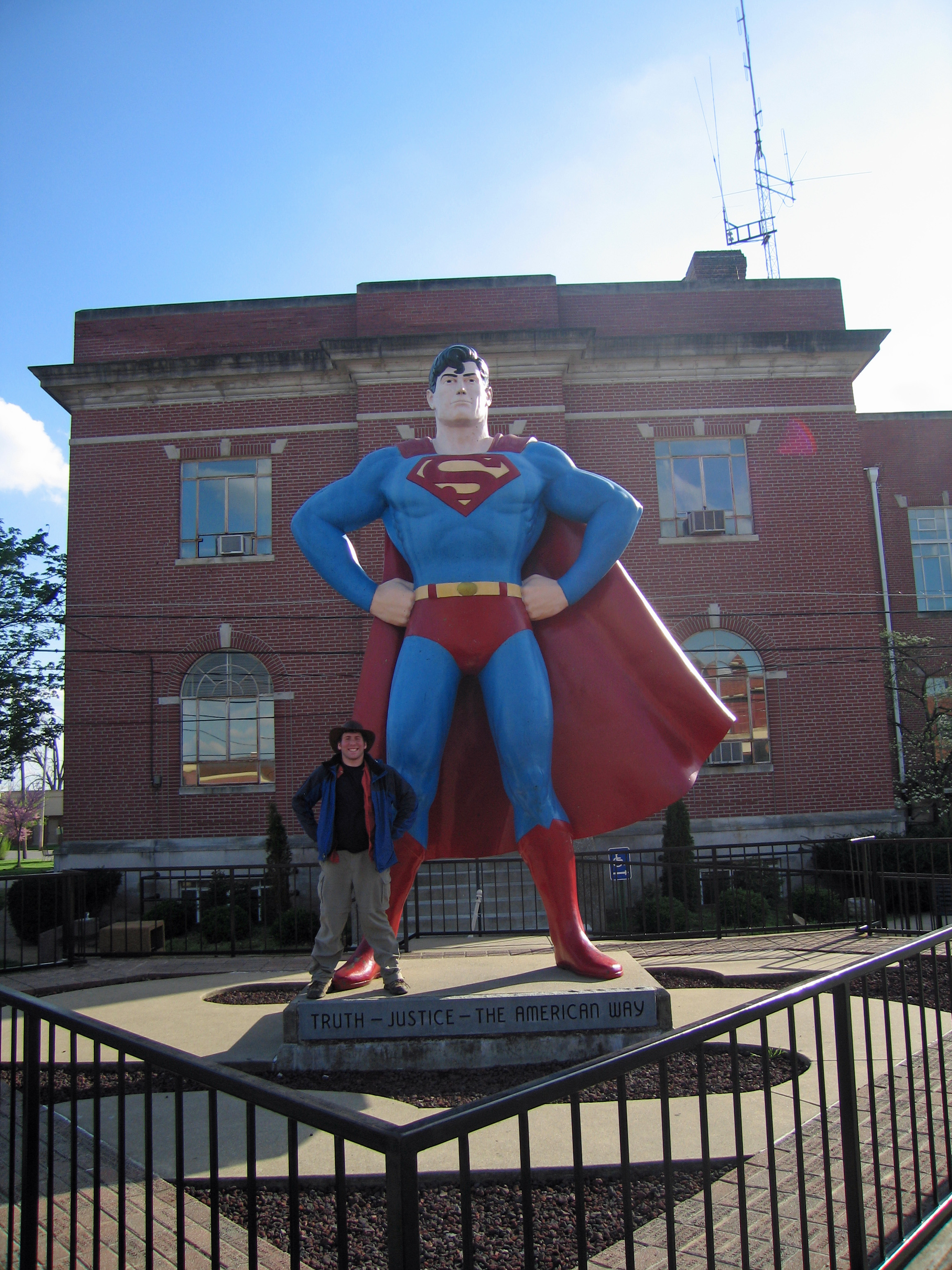
裁判所前のスーパーマン像

以下は2000年国勢調査における人口統計データである。
| 基礎データ - 人口: 6,482人 - 世帯数: 2,896世帯 - 家族数: 1,708家族 - 人口密度: 499.5人/km²（1,295.1人/mi²） - 住居数: 3,265軒 - 住居密度: 251.6軒/km²（652.3軒/mi²） 人種別人口構成 - 白人: 90.53% - アフリカン・アメリカン: 7.61% - ネイティブ・アメリカン: 0.20% - アジア人: 0.20% - その他の人種: 0.45% - 混血: 1.02% - ヒスパニック・ラテン系: 0.74% 年齢別人口構成 - 18歳未満: 20.0% - 18-24歳: 7.8% - 25-44歳: 25.4% - 45-64歳: 21.9% - 65歳以上: 24.8% - 年齢の中央値: 43歳 - 性比（女性100人あたり男性の人口） - 総人口: 79.5 - 18歳以上: 75.0 | 世帯と家族（対世帯数） - 18歳未満の子供がいる: 24.4% - 結婚・同居している夫婦: 43.6% - 未婚・離婚・死別女性が世帯主: 11.9% - 非家族世帯: 41.0% - 単身世帯: 36.9% - 65歳以上の老人1人暮らし: 20.0% - 平均構成人数 - 世帯: 2.13人 - 家族: 2.77人 収入と家計 - 収入の中央値 - 世帯: 25,371米ドル - 家族: 33,979米ドル - 性別 - 男性: 27,630米ドル - 女性: 17,561米ドル - 人口1人あたり収入: 15,967米ドル - 貧困線以下 - 対人口: 17.2% - 対世帯数: 12.5% - 18歳未満: 21.8% - 65歳以上: 16.7% |